# AKB48 友撮
『AKB48 友撮』（エーケービーフォーティーエイト ゆうさつ）は、写真週刊誌『FRIDAY』に掲載された連載企画および連載をもとに再編集して作成された写真集。

## 連載
講談社発行の写真週刊誌『FRIDAY』において、2010年2月19日発行（2010年2月5日発売）の第27巻第8号（通号第1,411号）から2014年10月10日発行（2014年9月26日発売）の第31巻第38号（通号第1,660号）まで全225回掲載された。上記の期間中には、通常掲載される友撮とは別に「指撮」、「乃木坂46友撮」、「HKT48友撮」といった番外編が掲載されている。

## 内容
毎回一人のAKB48グループメンバーが「今週のカメラマン」として他のAKB48グループメンバーを撮影する企画である。撮影は、コンサートや劇場公演などのAKB48グループとしての活動の中やプライベートの中で行われている。通常は見開き2ページであるが、第14回は「AKB48 in グアム」と題して全7ページ、第23回は「拡大版LAスペシャル」と題して全4ページ、第26回は「新曲PV舞台裏付拡大版」と題して全4ページ、第31回および第32回は「高橋みなみフォトブック発売記念拡大版」と題して全4ページとなっている。

### 付録企画
第46回には「友撮シール team A ver.」が、第47回には「友撮シール team K ver.」が、第48回には「友撮シール team B ver.」がそれぞれ付録として付けられている。

## 写真集
第1弾、第2弾として、それぞれ2冊同時に2011年、2012年に刊行された。第3弾はファイナルとして全連載分をもとに2014年に刊行された。それぞれタイトルの英語名の色により、表紙をはじめとして色の統一使用がなされている。
第1弾の2冊は2011年4月4日付「オリコン“本”ランキング」の総合部門において、それぞれ3万4000部を売り上げて3位および4位となり、またムック部門・写真集部門においては1位および2位となった。「オリコン2011年上半期“本”ランキング」の写真集部門においては、それぞれ10万9000部、10万8000部を売り上げて2位および3位となった。なお、1位は『AKB1／48アイドルと恋したら… 公式攻略ビジュアルブック』（講談社、2010年12月）であった。第2弾の2冊は「オリコン2013年上半期“本”ランキング」の写真集部門において、それぞれ約7万部を売り上げて1位および2位となった。第2弾の4冊までで、累計70万部を突破したとされる。
- 第1弾 第1回[19]から第50回[20]までの連載分に未公開カットを加え、大幅に増補・加筆・修正を行ったものである。
  - AKB48 友撮 THE BLUE ALBUM（2011年3月25日、講談社） ISBN 978-4063895377
  - AKB48 友撮 THE RED ALBUM（2011年3月25日、講談社） ISBN 978-4063895360
- 第2弾 第51回[21]から第139回[22]までの連載分に未公開カットを加え、大幅に増補・加筆・修正を行ったものである。
  - AKB48 友撮 THE GREEN ALBUM（2012年12月26日、講談社） ISBN 978-4063897241
  - AKB48 友撮 THE YELLOW ALBUM（2012年12月26日、講談社） ISBN 978-4063897234
- 第3弾 第1回[19]から第225回[23]までの連載分に未公開カットを加え、大幅に増補・加筆・修正を行ったものである。
  - AKB48 友撮 FINAL THE WHITE ALBUM（2014年10月3日、講談社）[18][24] ISBN 978-4063898576

上記以外に、講談社から発行されている以下のフォトブックに「友撮スペシャル」と題するそれぞれのメンバーが周囲のメンバーを撮影した写真や、周囲のメンバーがそれぞれのメンバーを撮影した写真が収められている。
- 高橋みなみ1stフォトブック『たかみな』（講談社MOOK、2010年9月22日、講談社） ISBN 978-4063794908
- 大島優子1stフォトブック『優子』（講談社MOOK、2011年6月17日、講談社） ISBN 978-4063895735
- 指原莉乃1stフォトブック『さしこ』（講談社Mook、2012年1月19日、講談社） ISBN 978-4063896329
- 前田敦子AKB48卒業記念フォトブック『あっちゃん』（講談社MOOK、2012年8月24日、講談社） ISBN 978-4063896923